# Lower New York Bay
La Lower New York Bay (« baie inférieure de New York »), que l'on appelle parfois Lower New York Harbor (port inférieur de New York) désigne une partie de la baie de New York, située au sud de The Narrows, détroit situé entre Staten Island et Long Island (Brooklyn), par opposition à la Upper New York Bay (« baie supérieure de New York »).

## Présentation
La Lower New York Bay est ainsi la dernière section de l'Hudson River avant que celle-ci ne se jette dans l'océan Atlantique. Le Hudson Canyon, canyon souterrain de plus de 160 kilomètres, traverse la baie sous les eaux, marquant l'embouchure de l'Hudson. La baie est bordée au nord par Staten Island et l'extrémité ouest de Long Island, et au sud par les côtes du New Jersey. Elle est limitée au sud-est par une ligne imaginaire joignant Breezy Point (Long Island) et Sandy Hook Point (New Jersey). La Raritan River et l'Hudson River terminent leur cours dans la baie. L'Arthur Kill, un détroit qui sépare Staten Island du New Jersey, a son débouché sud-ouest sur la baie.
La Lower New York Bay comporte deux îles : Swinburne Island et Hoffman Island.

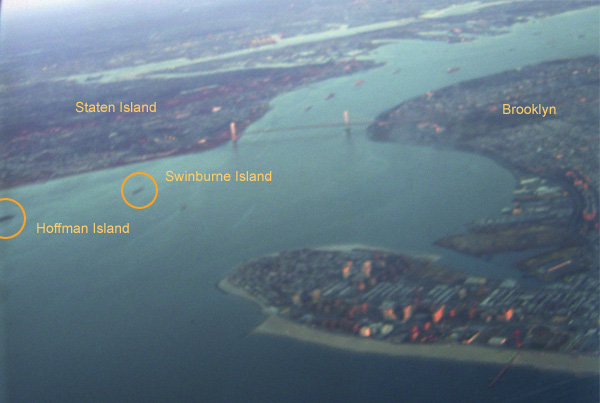
La Gravesend Bay, au centre du cliché, suivi du Pont Verrazano, de The Narrows, puis de la Upper New York Bay (en haut à droite). En haut à gauche : la baie de Newark.